# Związek gmin Tiefenbronn
Związek gmin Tiefenbronn – związek gmin (niem. Gemeindeverwaltungsverband) w Niemczech, w kraju związkowym Badenia-Wirtembergia, w rejencji Karlsruhe, w regionie Nordschwarzwald, w powiecie Enz. Siedziba związku znajduje się w miejscowości Tiefenbronn, przewodniczącym jego jest Friedrich Sämann.
Związek zrzesza dwie gminy wiejskie:
- Neuhausen, 5 307 mieszkańców, 14,79 km²
- Tiefenbronn, 5 293 mieszkańców, 14,79 km²